# Henar Jiménez
Henar Jiménez (Cornellá de Llobregat, 13 de marzo de 1991) es una actriz española. Conocida principalmente por interpretar a Dulce en la Con el culo al aire.

## Formación
Estudió 4 años en la Escuela de interpretación Nancy Tuñón y Jordi Oliver formación del actor, teatro para jóvenes. Durante su formación fue trabajando diversos ejercicios como: interpretación, improvisación de escenas, construcción de personajes, trabajos con textos...
Expresión corporal: desinhibición y conciencia corporal, construcción de personajes...
Expresión oral: respiración, proyección, vocalización...
Estudió siete cursos de violín, uno de piano y ocho de lenguaje musical y canto coral en la Escuela Municipal de Cornellá de Llobregat (Barcelona).
Estudió cuatro cursos de dibujo y pintura en la Escuela de Artes Plásticas y Colores y un curso al Centre Cultural García Nieto de Cornellá de Llobregat (Barcelona).
También practicó la equitación durante un año en el Centre d'Equitació Poni Club de Catalunya de San Justo Desvern.

## Filmografía

### Películas
- Tres metros sobre el cielo Berta

### Televisión
- David mi amigo, capítulo piloto, dirigido por Ignacio Acconcia.
- Con el culo al aire, Temporada 1 a Temporada 3, dirigida por David Fernández y David Abajo

### Cortometrajes
- Jingle bells, dirigido por David Casademunt, rodado en 35mm.
- Pitágoras switch, dirigido por Ginesta Guindal, rodado en 35mm.
- Basado en el viento, dirigido por Marc Ortiz, rodado en 35mm.
- Uruguay 2030, dirigido por Rafa de los Arcos, rodado en 35mm.
- Morrigan, teaser dirigido por Sergi Vizcaíno.
- Mala coinciencia, dirigido también por Sergi Vizcaíno.

### Teatro
- Don gil de las calzas verdes, en Nancy Tuñón i Jordi Oliver.
- Soy fea, en el Teatre Lluisos de Grà.